# Municipio de Swan (Illinois)
El municipio de Swan (en inglés: Swan Township) es un municipio ubicado en el condado de Warren en el estado estadounidense de Illinois. En el año 2010 tenía una población de 265 habitantes y una densidad poblacional de 2,9 personas por km².

## Geografía
El municipio de Swan se encuentra ubicado en las coordenadas 40°40′44″N 90°36′43″O / 40.67889, -90.61194. Según la Oficina del Censo de los Estados Unidos, el municipio tiene una superficie total de 91.52 km², de la cual 91,49 km² corresponden a tierra firme y (0,03 %) 0,03 km² es agua.

## Demografía
Según el censo de 2010, había 265 personas residiendo en el municipio de Swan. La densidad de población era de 2,9 hab./km². De los 265 habitantes, el municipio de Swan estaba compuesto por el 98,11 % blancos, el 0,38 % eran isleños del Pacífico, el 1,51 % eran de otras razas. Del total de la población el 2,64 % eran hispanos o latinos de cualquier raza.